# Jean Paul Kotembedouno
Jean Paul Kotembedouno est un juriste et homme politique guinéen. Il est nommé le 22 janvier 2022 conseillé au sein du Conseil national de la transition (CNT) de Guinée en tant que représentant des personnes ressources,.

## Parcours professionnel
Jean Paul Kotembedouno étant membre du conseil national de la transition et rapporteur de la commission constitution, lois organiques, administration publique, organisation judiciaire au CNT,,.